# Gaël Hiroux
Gaël Hiroux, né le 3 août 1980 à Versailles (Yvelines), est un footballeur français.
Formé au Paris Saint-Germain, Hiroux est prêté les deux premières saisons au FC Martigues mais ne s'impose jamais au niveau professionnel. Il joue ensuite dans plusieurs clubs amateurs de la région parisienne et arrête sa carrière en 2008 pour devenir agent commercial.

## Biographie
Après une dernière pige à l’AC Boulogne-Billancourt en DSR, Gaël Hiroux se lance dans le commerce inter-entreprises de composants et d’équipements électroniques et de télécommunication,.

## Statistiques
Ce tableau présente les statistiques de Gaël Hiroux,.
| Saison                | Club                    | Championnat           | Championnat | Championnat | Coupe(s) nationale(s) | Coupe(s) nationale(s) | Compétition(s) continentale(s) | Compétition(s) continentale(s) | Compétition(s) continentale(s) | Total | Total |
| Saison                | Club                    | Division              | M.          | B.          | M.                    | B.                    | Comp.                          | M.                             | B.                             | M.    | B.    |
| 1997-1998             | PSG B                   | CFA                   | 10          | 2           | -                     | -                     | -                              | -                              | -                              | 10    | 2     |
| 1998-1999             | PSG B                   | CFA                   | 28          | 10          | -                     | -                     | -                              | -                              | -                              | 28    | 10    |
| 1999-2000             | PSG B                   | CFA                   | 24          | 3           | -                     | -                     | -                              | -                              | -                              | 24    | 3     |
| 2000-2001             | FC Martigues (prêt)     | D2                    | 12          | 2           | -                     | -                     | -                              | -                              | -                              | 12    | 2     |
| 2001-2002             | Paris Saint-Germain     | D1                    | 1           | 0           | -                     | -                     | CI                             | 6                              | 2                              | 7     | 2     |
| 2001                  | FC Martigues (prêt)     | D2                    | 12          | 0           | 2                     | 1                     | -                              | -                              | -                              | 14    | 1     |
| 2001-2002             | RFC Liège               | D2                    | 13          | 6           | -                     | -                     | -                              | -                              | -                              | 13    | 6     |
| 2002-2003             | ES Wasquehal            | Ligue 2               | 19          | 1           | 4                     | 1                     | -                              | -                              | -                              | 23    | 2     |
| 2003-2004             | Red Star 93             | DH Paris              | -           | -           | -                     | -                     | -                              | -                              | -                              | 0     | 0     |
| 2004                  | GSI Pontivy             | CFA                   | 16          | 3           | -                     | -                     | -                              | -                              | -                              | 16    | 3     |
| 2004-2005             | AS Poissy               | CFA                   | 22          | 5           | -                     | -                     | -                              | -                              | -                              | 22    | 5     |
| 2005-2006             | AS Poissy               | CFA                   | 21          | 4           | -                     | -                     | -                              | -                              | -                              | 21    | 4     |
| 2006-2007             | Issy-les-Moulineaux     | CFA 2                 | -           | -           | -                     | -                     | -                              | -                              | -                              | 0     | 0     |
| 2008                  | AC Boulogne-Billancourt | DSR                   | -           | -           | -                     | -                     | -                              | -                              | -                              | 0     | 0     |
| Total sur la carrière | Total sur la carrière   | Total sur la carrière | 178         | 36          | 6                     | 2                     | -                              | 6                              | 2                              | 190   | 40    |

## Palmarès
Paris Saint-Germain
- Vainqueur de la Coupe Intertoto 2001
- Finaliste de la Coupe Gambardella 1998